# Thalamita huayangensis
Thalamita huayangensis is een krabbensoort uit de familie van de Portunidae. De wetenschappelijke naam van de soort is voor het eerst geldig gepubliceerd in 1996 door Dai, Cai & Yang.